# Tetraglenes bucculenta
Tetraglenes bucculenta är en skalbaggsart som beskrevs av Charles Joseph Gahan 1894. Tetraglenes bucculenta ingår i släktet Tetraglenes och familjen långhorningar.
Artens utbredningsområde är Myanmar. Inga underarter finns listade i Catalogue of Life.